# Primera División Profesional de Uruguay 2020
La Primera División Profesional de Uruguay 2020 è la 117ª edizione del massimo torneo calcistico uruguaiano, nonché la 90° da quando la competizione è diventata professionistica. Su mozione del Peñarol la stagione è stata intitolata alla memoria di Néstor "Tito" Gonçalves (centrocampista leggendario del Peñarol degli anni '50-'60 e della nazionale uruguaiana durante i mondiali del 1962 e del 1966). Al torneo, che ha preso avvio il 15 febbraio 2020, partecipano 16 squadre tra cui le neopromosse Montevideo City Torque, Deportivo Maldonado e Rentistas.
Il 13 marzo la AUF ha deciso per la sospensione del campionato a seguito dell'emergenza sanitaria mondiale provocata dalla pandemia di COVID-19, per poi annunciare la sua ripresa l'8 agosto. Per adeguare il calendario, la AUF ha deciso di portare a conclusione il Torneo Apertura e il Torneo Intermedio, mentre il Torneo Clausura sarà disputato in forma parziale fino alle prime settimane del 2021.

## Formato
Il campionato si svolge nel sistema tradizionale che prevede la disputa di un campionato di Apertura ed uno di Clausura, ognuno dei quali disputato lungo 15 giornate. Tra la fine dell'Apertura e l'inizio del Clausura si disputa un Torneo Intermedio, con la costituzione di due gironi da 8 squadre ciascuno (la composizione dei gironi è determinata dalla posizione "pari" o "dispari" sulla base della classifica finale del torneo di Apertura) in sette gare di sola andata. Le vincenti di ogni girone si scontreranno in una finale a gara unica per determinare la vincente del Torneo Intermedio.
Per l'attribuzione del titolo di campione nazionale è prevista una semifinale tra le due squadre vincenti del Torneo Apertura e Clausura. La vincente di tale semifinale affronterà la squadra miglior classificata nella Tabla Anual (ovvero la classifica che tiene conto dei risultati di tutta l'intera stagione 2020).
La squadra campione nazionale sfiderà infine la squadra vincitrice del Torneo Intermedio per l'aggiudicazione della Supercoppa di Uruguay.

### Qualificazione alle coppe intercontinentali
Per quanto riguarda i criteri di determinazione per la qualificazione alle coppe internazionali (Coppa Libertadores 2021 e Coppa Sudamericana 2021), questi si basano sul regolamento della AUF che definisce diverse casistiche a seconda dei risultati che si verificheranno nel campionato.

#### Coppa Libertadores
Per la Coppa Libertadores 2021 si qualificheranno quattro squadre.
- La squadra vincitrice del campionato (URY 1)
- La squadra sconfitta nella finale del campionato, oppure la squadra miglior classificata nella Tabla Anual ad esclusione della squadra campione (URY 2).
- La squadra miglior classificata nella Tabla Anual, ad esclusione delle due squadre precedenti (URY 3).
- La successiva squadra miglior classificata nella Tabla Anual (URY 4).

#### Coppa Sudamericana
Per la Coppa Sudamericana 2021 si qualificheranno quattro squadre
- La squadra vincitrice del Torneo Intermedio (URY 1).
- La squadra campione del Torneo Apertura o Clausura che non ha vinto il campionato o non è riuscita ad arrivare in finale, salvo il caso che abbia vinto l'Intermedio (URY 2).
- Le due squadre miglior classificatesi nella Tabla Anual che non ricadono nei punti precedenti (URY 3 e URY 4).

## Squadre partecipanti
| Club                   | Città                  | Stadio                 | Stagione precedente                                 |
| ---------------------- | ---------------------- | ---------------------- | --------------------------------------------------- |
| Boston River           | Montevideo             | Centenario             | 9º posto in Primera División                        |
| Cerro                  | Montevideo             | Luis Tróccoli          | 15º posto in Primera División                       |
| Cerro Largo            | Cerro Largo            | Ubilla                 | 3º posto in Primera División                        |
| Danubio                | Montevideo             | Jardines del Hipódromo | 12º posto in Primera División                       |
| Defensor Sporting      | Montevideo             | Luis Franzini          | 11º posto in Primera División                       |
| Deportivo Maldonado    | Maldonado              | Domingo Burgueño       | 1º posto in Segunda División, promosso              |
| Fénix                  | Montevideo             | Parque Capurro         | 8º posto in Primera División                        |
| Liverpool              | Montevideo             | Belvedere              | 5º posto in Primera División                        |
| Montevideo City Torque | Montevideo             | Charrúa                | 2º posto in Segunda División, promosso              |
| Montevideo Wanderers   | Montevideo             | Parque Viera           | 10º posto in Primera División                       |
| Nacional               | Montevideo             | Gran Parque Central    | 1º posto in Primera División                        |
| Peñarol                | Montevideo             | Campeón del Siglo      | 2º posto in Primera División                        |
| Plaza Colonia          | Colonia del Sacramento | Juan Gaspar Prandi     | 6º posto in Primera División                        |
| Progreso               | Montevideo             | Abraham Paladino       | 4º posto in Primera División                        |
| Rentistas              | Montevideo             | Complejo Rentistas     | vincitore dei playoff in Segunda División, promosso |
| River Plate            | Montevideo             | Omar Saroldi           | 7º posto in Primera División                        |

## Torneo Apertura''Sr. Mateo Giri''
A seguito dell'emergenza sanitaria dovuta al Covid-19, la AUF ha deciso la sospensione del campionato il 14 marzo 2020, per poi annunciare la sua ripresa per l'8 agosto 2020.

### Classifica
| Pos. | Squadra                | Pt | G  | V | N | P | GF | GS | DR  |
| ---- | ---------------------- | -- | -- | - | - | - | -- | -- | --- |
| 1.   | Rentistas              | 28 | 15 | 7 | 7 | 1 | 26 | 15 | +11 |
| 2.   | Nacional               | 28 | 15 | 7 | 7 | 1 | 27 | 16 | +11 |
| 3.   | Montevideo City Torque | 25 | 15 | 7 | 4 | 4 | 21 | 16 | +5  |
| 4.   | Peñarol                | 24 | 15 | 6 | 6 | 3 | 19 | 15 | +4  |
| 5.   | Cerro Largo            | 24 | 15 | 6 | 6 | 3 | 19 | 17 | +2  |
| 6.   | Defensor Sporting      | 21 | 15 | 5 | 6 | 4 | 16 | 20 | -4  |
| 7.   | Montevideo Wanderers   | 20 | 15 | 5 | 5 | 5 | 16 | 16 | 0   |
| 8.   | Dep. Maldonado         | 20 | 15 | 5 | 5 | 5 | 16 | 20 | -4  |
| 9.   | Liverpool (M)          | 19 | 15 | 5 | 4 | 6 | 22 | 25 | -3  |
| 10.  | Fénix                  | 18 | 15 | 3 | 9 | 3 | 19 | 17 | +2  |
| 11.  | Progreso               | 16 | 15 | 4 | 4 | 7 | 21 | 20 | +1  |
| 12.  | River Plate (M)        | 15 | 15 | 3 | 6 | 6 | 17 | 18 | -1  |
| 13.  | Plaza Colonia          | 15 | 15 | 3 | 6 | 6 | 14 | 18 | -4  |
| 14.  | Danubio                | 14 | 15 | 3 | 5 | 7 | 12 | 17 | -5  |
| 15.  | Cerro                  | 14 | 15 | 3 | 5 | 7 | 13 | 21 | -8  |
| 16.  | Boston River           | 13 | 15 | 2 | 7 | 6 | 14 | 21 | -7  |

Note:
Fonte: AUF, Flashscore
      Squadre classificate alla finale per il Torneo Apertura. La vincente si qualifica per la finale del campionato.
Tre punti a vittoria, uno a pareggio, zero a sconfitta.
A parità di punti valgono i seguenti criteri: 1) spareggio nel caso di parità di punti tra le prime due classificate; 2) differenza reti; 3) gol segnati; 4) punti totalizzati nello scontro diretto; 5) sorteggio; 6) spareggio nel caso in cui la parità permanga tra le prime due classificate.

### Risultati
| Dep. Maldonado  | 1 - 2 | Boston River  | 15.2.2020 | Cerro         | 0 - 0 | River Plate     | 22.2.2020 | Rentistas       | 4 - 1 | Dep. Maldonado | 7.3.2020 |
| Montevideo City | 1 - 3 | Progreso      | 15.2.2020 | Boston River  | 2 - 3 | Rentistas       | 22.2.2020 | Plaza Colonia   | 1 - 1 | Fénix          | 7.3.2020 |
| Peñarol         | 2 - 1 | Cerro         | 15.2.2020 | Nacional      | 2 - 2 | Cerro Largo     | 22.2.2020 | Montevideo City | 1 - 1 | Cerro          | 7.3.2020 |
| Wanderers       | 0 - 0 | Def. Sporting | 15.2.2020 | Liverpool     | 1 - 1 | Dep. Maldonado  | 23.2.2020 | Peñarol         | 1 - 1 | Danubio        | 7.3.2020 |
| River Plate     | 2 - 2 | Fénix         | 16.2.2020 | Progreso      | 2 - 2 | Plaza Colonia   | 23.2.2020 | River Plate     | 1 - 1 | Def. Sporting  | 8.3.2020 |
| Rentistas       | 2 - 0 | Nacional      | 16.2.2020 | Danubio       | 0 - 1 | Wanderers       | 23.2.2020 | Liverpool       | 1 - 1 | Progreso       | 8.3.2020 |
| Cerro Largo     | 1 - 0 | Danubio       | 16.2.2020 | Def. Sporting | 2 - 1 | Peñarol         | 23.2.2020 | Cerro Largo     | 0 - 0 | Boston River   | 8.3.2020 |
| Liverpool       | 1 - 0 | Plaza Colonia | 19.2.2020 | Fénix         | 1 - 3 | Montevideo City | 26.2.2020 | Wanderers       | 2 - 2 | Nacional       | 8.3.2020 |

| Rentistas      | 1 - 1 | Liverpool       | 8.8.2020 | Plaza Colonia   | 2 - 0 | Def. Sporting  | 14.8.2020 | Boston River   | 1 - 1 | River Plate     | 19.8.2020 |
| Cerro          | 1 - 0 | Plaza Colonia   | 8.8.2020 | Montevideo City | 1 - 2 | Danubio        | 14.8.2020 | Rentistas      | 0 - 0 | Wanderers       | 19.8.2020 |
| Danubio        | 1 - 3 | River Plate     | 8.8.2020 | Liverpool       | 2 - 2 | Fénix          | 15.8.2020 | Danubio        | 0 - 1 | Plaza Colonia   | 19.8.2020 |
| Def. Sporting  | 0 - 2 | Montevideo City | 8.8.2020 | River Plate     | 2 - 3 | Nacional       | 15.8.2020 | Dep. Maldonado | 2 - 0 | Peñarol         | 19.8.2020 |
| Dep. Maldonado | 1 - 1 | Cerro Largo     | 8.8.2020 | Wanderers       | 2 - 2 | Dep. Maldonado | 15.8.2020 | Def. Sporting  | 2 - 1 | Progreso        | 19.8.2020 |
| Fénix          | 1 - 1 | Progreso        | 8.8.2020 | Progreso        | 2 - 0 | Cerro          | 16.8.2020 | Cerro          | 2 - 2 | Fénix           | 20.8.2020 |
| Boston River   | 0 - 2 | Wanderers       | 9.8.2020 | Cerro Largo     | 1 - 1 | Rentistas      | 16.8.2020 | Cerro Largo    | 4 - 3 | Liverpool       | 20.8.2020 |
| Nacional       | 1 - 1 | Peñarol         | 9.8.2020 | Peñarol         | 2 - 0 | Boston River   | 16.8.2020 | Nacional       | 2 - 0 | Montevideo City | 20.8.2020 |

| Progreso        | 1 - 0 | Danubio        | 22.8.2020 | Danubio        | 2 - 0 | Fénix           | 26.8.2020 | Plaza Colonia   | 1 - 2 | Dep. Maldonado | 29.8.2020 |
| River Plate     | 0 - 1 | Dep. Maldonado | 22.8.2020 | Boston River   | 0 - 0 | Plaza Colonia   | 26.8.2020 | Fénix           | 1 - 2 | Nacional       | 29.8.2020 |
| Peñarol         | 2 - 2 | Rentistas      | 22.8.2020 | Dep. Maldonado | 0 - 3 | Montevideo City | 26.8.2020 | Montevideo City | 1 - 3 | Rentistas      | 29.8.2020 |
| Fénix           | 5 - 0 | Def. Sporting  | 23.8.2020 | Nacional       | 2 - 1 | Progreso        | 26.8.2020 | Liverpool       | 1 - 2 | Def. Sporting  | 30.8.2020 |
| Montevideo City | 2 - 0 | Boston River   | 23.8.2020 | Def. Sporting  | 1 - 1 | Cerro           | 27.8.2020 | Cerro           | 1 - 2 | Danubio        | 30.8.2020 |
| Liverpool       | 1 - 0 | Cerro          | 23.8.2020 | Wanderers      | 2 - 0 | Liverpool       | 27.8.2020 | Progreso        | 1 - 2 | Boston River   | 30.8.2020 |
| Plaza Colonia   | 0 - 0 | Nacional       | 23.8.2020 | Peñarol        | 2 - 0 | Cerro Largo     | 27.8.2020 | Cerro Largo     | 2 - 1 | River Plate    | 30.8.2020 |
| Wanderers       | 1 - 0 | Cerro Largo    | 23.8.2020 | Rentistas      | 2 - 1 | River Plate     | 16.9.2020 | Peñarol         | 0 - 2 | Wanderers      | 30.8.2020 |

| Cerro Largo    | 1 - 1 | Montevideo City | 4.9.2020 | Plaza Colonia   | 1 - 3 | Cerro Largo    | 9.9.2020  | Progreso       | 1 - 2 | Cerro Largo     | 12.9.2020 |
| Rentistas      | 2 - 1 | Plaza Colonia   | 5.9.2020 | Progreso        | 2 - 2 | Rentistas      | 9.9.2020  | Wanderers      | 1 - 2 | Plaza Colonia   | 12.9.2020 |
| Wanderers      | 0 - 2 | River Plate     | 5.9.2020 | River Plate     | 0 - 0 | Peñarol        | 9.9.2020  | Peñarol        | 0 - 0 | Montevideo City | 12.9.2020 |
| Peñarol        | 3 - 2 | Liverpool       | 5.9.2020 | Montevideo City | 2 - 1 | Wanderers      | 9.9.2020  | River Plate    | 1 - 2 | Liverpool       | 13.9.2020 |
| Boston River   | 0 - 0 | Fénix           | 6.9.2020 | Fénix           | 1 - 0 | Dep. Maldonado | 10.9.2020 | Boston River   | 1 - 1 | Def. Sporting   | 13.9.2020 |
| Danubio        | 0 - 0 | Def. Sporting   | 6.9.2020 | Liverpool       | 2 - 1 | Danubio        | 10.9.2020 | Rentistas      | 1 - 1 | Fénix           | 13.9.2020 |
| Dep. Maldonado | 1 - 0 | Progreso        | 6.9.2020 | Cerro           | 2 - 1 | Boston River   | 10.9.2020 | Dep. Maldonado | 1 - 0 | Cerro           | 13.9.2020 |
| Nacional       | 5 - 1 | Cerro           | 6.9.2020 | Def. Sporting   | 1 - 1 | Nacional       | 10.9.2020 | Nacional       | 2 - 0 | Danubio         | 13.9.2020 |

| Plaza Colonia   | 1 - 3 | Peñarol        | 19.9.2020 | Dep. Maldonado  | 0 - 0 | Danubio       | 5.10.2020 | Progreso      | 1 - 2 | River Plate     | 10.10.2020 |
| Cerro Largo     | 0 - 0 | Fénix          | 19.9.2020 | River Plate     | 1 - 1 | Plaza Colonia | 6.10.2020 | Fénix         | 0 - 0 | Peñarol         | 10.10.2020 |
| Def. Sporting   | 4 - 2 | Dep. Maldonado | 19.9.2020 | Peñarol         | 2 - 1 | Progreso      | 6.10.2020 | Cerro         | 1 - 1 | Wanderers       | 10.10.2020 |
| Danubio         | 2 - 2 | Boston River   | 20.9.2020 | Wanderers       | 1 - 2 | Fénix         | 6.10.2020 | Liverpool     | 3 - 2 | Boston River    | 11.10.2020 |
| Progreso        | 3 - 0 | Wanderers      | 20.9.2020 | Rentistas       | 2 - 0 | Def. Sporting | 7.10.2020 | Nacional      | 1 - 1 | Dep. Maldonado  | 11.10.2020 |
| Cerro           | 1 - 0 | Rentistas      | 20.9.2020 | Boston River    | 1 - 1 | Nacional      | 7.10.2020 | Danubio       | 1 - 1 | Rentistas       | 11.10.2020 |
| Montevideo City | 1 - 0 | River Plate    | 20.9.2020 | Cerro Largo     | 2 - 1 | Cerro         | 7.10.2020 | Plaza Colonia | 1 - 1 | Montevideo City | 11.10.2020 |
| Liverpool       | 1 - 3 | Nacional       | 3.10.2020 | Montevideo City | 2 - 1 | Liverpool     | 7.10.2020 | Def. Sporting | 2 - 0 | Cerro Largo     | 11.10.2020 |

### Spareggio
Avendo totalizzato gli stessi punti alla fine della stagione, Rentistas e Nacional hanno dovuto disputare uno spareggio per determinare la vincitrice del Apertura, da cui è uscito vincitore il Rentistas.
| Arbitro: | Daniel Rodríguez |

|  |           |          |
|  | Marcatori | Vega 92’ |

## Intermedio

### Gruppo A

#### Classifica
| Pos. | Squadra                | Pt | G | V | N | P | GF | GS | DR |
| ---- | ---------------------- | -- | - | - | - | - | -- | -- | -- |
| 1.   | Montevideo Wanderers   | 14 | 7 | 4 | 2 | 1 | 13 | 8  | +5 |
| 2.   | Liverpool (M)          | 12 | 7 | 3 | 3 | 1 | 14 | 12 | +2 |
| 3.   | Montevideo City Torque | 10 | 7 | 3 | 1 | 3 | 13 | 10 | +3 |
| 4.   | Cerro Largo            | 10 | 7 | 2 | 4 | 1 | 8  | 5  | +3 |
| 5.   | Rentistas              | 9  | 7 | 2 | 3 | 2 | 7  | 6  | +1 |
| 6.   | Progreso               | 7  | 7 | 1 | 4 | 2 | 7  | 10 | -3 |
| 7.   | Plaza Colonia          | 6  | 7 | 1 | 3 | 3 | 8  | 11 | -3 |
| 8.   | Cerro                  | 5  | 7 | 1 | 2 | 4 | 5  | 13 | -8 |

Note:
Fonte: AUF, Flashscore
      Squadra classificata per la finale del Torneo Intermedio.
Tre punti a vittoria, uno a pareggio, zero a sconfitta.
La prima squadra classificata accede alla finale del campionato Intermedio.
A parità di punti valgono i seguenti criteri: 1) differenza reti; 2) gol segnati; 3) punti negli scontri diretti; 4) sorteggio; 5) spareggio nel caso in cui la parità permanga tra le prime due classificate.

#### Risultati
| Plaza Colonia   | 0 - 3 | Cerro Largo | 17.10.2020 | Liverpool   | 3 - 2 | Cerro           | 23.10.2020 | Rentistas       | 0 - 0 | Cerro Largo | 6.11.2020 |
| Montevideo City | 1 - 2 | Progreso    | 18.10.2020 | Cerro Largo | 2 - 1 | Montevideo City | 23.10.2020 | Cerro           | 2 - 2 | Progreso    | 6.11.2020 |
| Rentistas       | 1 - 2 | Liverpool   | 18.10.2020 | Progreso    | 0 - 0 | Plaza Colonia   | 24.10.2020 | Montevideo City | 1 - 2 | Wanderers   | 7.11.2020 |
| Cerro           | 1 - 0 | Wanderers   | 18.10.2020 | Wanderers   | 2 - 2 | Rentistas       | 25.10.2020 | Plaza Colonia   | 2 - 2 | Liverpool   | 9.11.2020 |

| Progreso      | 0 - 0 | Rentistas       | 10.11.2020 | Montevideo City | 3 - 0 | Cerro         | 22.11.2020 | Progreso      | 2 - 2 | Cerro Largo     | 29.11.2020 |
| Wanderers     | 1 - 0 | Cerro Largo     | 10.11.2020 | Cerro Largo     | 1 - 1 | Liverpool     | 23.11.2020 | Plaza Colonia | 1 - 3 | Montevideo City | 30.11.2020 |
| Plaza Colonia | 3 - 0 | Cerro           | 12.11.2020 | Wanderers       | 3 - 0 | Progreso      | 23.11.2020 | Liverpool     | 2 - 3 | Wanderers       | 30.11.2020 |
| Liverpool     | 2 - 2 | Montevideo City | 12.11.2020 | Rentistas       | 3 - 0 | Plaza Colonia | 26.11.2020 | Cerro         | 0 - 2 | Rentistas       | 30.11.2020 |

| 7ª giornata     | 7ª giornata | 7ª giornata   | 7ª giornata |
| Locali          | R           | Ospiti        | Data        |
| --------------- | ----------- | ------------- | ----------- |
| Progreso        | 1 - 2       | Liverpool     | 5.12.2020   |
| Cerro Largo     | 0 - 0       | Cerro         | 5.12.2020   |
| Wanderers       | 2 - 2       | Plaza Colonia | 5.12.2020   |
| Montevideo City | 2 - 1       | Rentistas     | 14.01.2021  |

### Gruppo B

#### Classifica
| Pos. | Squadra           | Pt | G | V | N | P | GF | GS | DR |
| ---- | ----------------- | -- | - | - | - | - | -- | -- | -- |
| 1.   | Nacional          | 15 | 7 | 5 | 0 | 2 | 11 | 6  | +5 |
| 2.   | River Plate (M)   | 13 | 7 | 4 | 1 | 2 | 14 | 8  | +6 |
| 3.   | Peñarol           | 12 | 7 | 4 | 0 | 3 | 15 | 9  | +6 |
| 4.   | Fénix             | 10 | 7 | 3 | 1 | 3 | 7  | 6  | +1 |
| 5.   | Danubio           | 9  | 7 | 2 | 3 | 2 | 5  | 9  | -4 |
| 6.   | Dep. Maldonado    | 8  | 7 | 2 | 2 | 3 | 10 | 15 | -5 |
| 7.   | Defensor Sporting | 6  | 7 | 1 | 3 | 3 | 5  | 10 | -5 |
| 8.   | Boston River      | 5  | 7 | 1 | 2 | 4 | 6  | 10 | -4 |

Note:
Fonte: AUF, Flashscore
      Squadra classificata per la finale del Torneo Intermedio.
Tre punti a vittoria, uno a pareggio, zero a sconfitta.
La prima squadra classificata accede alla finale del campionato Intermedio.
A parità di punti valgono i seguenti criteri: 1) differenza reti; 2) gol segnati; 3) punti negli scontri diretti; 4) sorteggio; 5) spareggio nel caso in cui la parità permanga tra le prime due classificate.

#### Calendario e risultati
| Peñarol      | 1 - 2 | River Plate    | 17.10.2020 | River Plate    | 4 - 0 | Danubio      | 23.10.2020 | Nacional     | 3 - 0 | Def. Sporting  | 7.11.2020 |
| Boston River | 5 - 1 | Dep. Maldonado | 17.10.2020 | Fénix          | 2 - 0 | Boston River | 24.10.2020 | Danubio      | 1 - 0 | Fénix          | 8.11.2020 |
| Danubio      | 0 - 0 | Def. Sporting  | 18.10.2020 | Def. Sporting  | 2 - 1 | Peñarol      | 01.11.2020 | Peñarol      | 4 - 1 | Dep. Maldonado | 8.11.2020 |
| Nacional     | 1 - 0 | Fénix          | 18.10.2020 | Dep. Maldonado | 1 - 2 | Nacional     | 31.10.2020 | Boston River | 0 - 3 | River Plate    | 8.11.2020 |

| Danubio        | 0 - 0 | Boston River  | 11.11.2020 | Dep. Maldonado | 2 - 1 | River Plate  | 21.11.2020 | Fénix        | 1 - 1 | Dep. Maldonado | 28.11.2020 |
| Fénix          | 1 - 0 | Peñarol       | 11.11.2020 | Nacional       | 0 - 2 | Danubio      | 21.11.2020 | River Plate  | 1 - 1 | Def. Sporting  | 29.11.2020 |
| Dep. Maldonado | 3 - 1 | Def. Sporting | 11.11.2020 | Def. Sporting  | 0 - 1 | Fénix        | 21.11.2020 | Boston River | 0 - 1 | Nacional       | 29.11.2020 |
| River Plate    | 0 - 2 | Nacional      | 12.11.2020 | Peñarol        | 2 - 0 | Boston River | 22.11.2020 | Danubio      | 1 - 4 | Peñarol        | 30.11.2020 |

| 7ª giornata    | 7ª giornata | 7ª giornata  | 7ª giornata |
| Locali         | R           | Ospiti       | Data        |
| -------------- | ----------- | ------------ | ----------- |
| River Plate    | 3 - 2       | Fénix        | 11.12.2020  |
| Peñarol        | 3 - 2       | Nacional     | 13.12.2020  |
| Dep. Maldonado | 1 - 1       | Danubio      | 13.12.2020  |
| Def. Sporting  | 1 - 1       | Boston River | 13.01.2021  |

### Finale
| Montevideo 14 gennaio 2021 Finale                                                                   | Nacional             | 0 – 0 (d.t.s.)        | Montevideo Wanderers | Stadio del Centenario |
| \| \| \| \| \| Bergessio Corujo Ocampo Martinez \| Tiri di rigore 4 – 1 \| Gonzalez Torres Bueno \| |                      |                       |                      |                       |
| |                      |                       |                      |                       |
| Bergessio Corujo Ocampo Martinez                                                                    | Tiri di rigore 4 – 1 | Gonzalez Torres Bueno |                      |                       |

## Torneo Clausura''Sr. Julio César Road''

### Classifica
| Pos. | Squadra                   | Pt | G  | V  | N | P | GF | GS | DR  |
| ---- | ------------------------- | -- | -- | -- | - | - | -- | -- | --- |
| 1.   | Liverpool (M)             | 34 | 15 | 10 | 4 | 1 | 34 | 13 | +21 |
| 2.   | Peñarol                   | 29 | 15 | 8  | 5 | 2 | 20 | 12 | +8  |
| 3.   | Montevideo City Torque    | 26 | 15 | 7  | 5 | 3 | 30 | 14 | +16 |
| 4.   | Nacional                  | 26 | 15 | 7  | 5 | 3 | 19 | 16 | +3  |
| 5.   | Plaza Colonia             | 25 | 15 | 7  | 4 | 4 | 28 | 16 | +12 |
| 6.   | Boston River              | 22 | 15 | 7  | 1 | 7 | 23 | 26 | -3  |
| 7.   | Fénix (-1)                | 21 | 15 | 5  | 7 | 3 | 25 | 24 | +1  |
| 8.   | River Plate (M) (+2)      | 21 | 15 | 5  | 4 | 6 | 19 | 23 | -4  |
| 9.   | Dep. Maldonado            | 18 | 15 | 4  | 6 | 5 | 21 | 27 | -6  |
| 10.  | Montevideo Wanderers (+3) | 18 | 15 | 3  | 6 | 6 | 22 | 31 | -9  |
| 11.  | Cerro Largo               | 16 | 15 | 4  | 4 | 7 | 15 | 17 | -2  |
| 12.  | Progreso (-3)             | 15 | 15 | 5  | 3 | 7 | 17 | 22 | -5  |
| 13.  | Danubio                   | 15 | 15 | 4  | 3 | 8 | 17 | 23 | -6  |
| 14.  | Cerro                     | 14 | 15 | 3  | 5 | 7 | 16 | 21 | -5  |
| 15.  | Defensor Sporting         | 14 | 15 | 2  | 8 | 5 | 15 | 21 | -6  |
| 16.  | Rentistas                 | 10 | 15 | 2  | 4 | 9 | 12 | 27 | -15 |

Note:
Fonte: AUF, Flashscore
      Squadre classificate alla finale per il Torneo Apertura. La vincente si qualifica per la finale del campionato.
Tre punti a vittoria, uno a pareggio, zero a sconfitta.

### Calendario e risultati
| Danubio       | 0 - 3 | Cerro Largo     | 16.01.2021 | Montevideo City | 3 - 0 | Fenix         | 20.01.2021 | Fenix          | 3 - 3 | Plaza Colonia   | 29.01.2021 |
| Cerro         | 1 - 1 | Peñarol         | 16.01.2021 | River Plate     | 1 - 2 | Cerro         | 20.01.2021 | Boston River   | 2 - 1 | Cerro Largo     | 29.01.2021 |
| Progreso      | 0 - 0 | Montevideo City | 17.01.2021 | Cerro Largo     | 0 - 0 | Nacional      | 20.01.2021 | Progreso       | 0 - 4 | Liverpool       | 30.01.2021 |
| Fenix         | 1 - 1 | River Plate     | 17.01.2021 | Wanderers       | 2 - 0 | Danubio       | 21.01.2021 | Dep. Maldonado | 3 - 1 | Rentistas       | 30.01.2021 |
| Nacional      | 1 - 1 | Rentistas       | 17.01.2021 | Rentistas       | 0 - 1 | Boston River  | 21.01.2021 | Nacional       | 2 - 1 | Wanderers       | 31.01.2021 |
| Def. Sporting | 1 - 1 | Wanderers       | 18.01.2021 | Plaza Colonia   | 0 - 1 | Progreso      | 21.01.2021 | Danubio        | 0 - 1 | Peñarol         | 31.01.2021 |
| Plaza Colonia | 0 - 0 | Liverpool       | 18.01.2021 | Peñarol         | 1 - 2 | Def. Sporting | 28.01.2021 | Cerro          | 1 - 3 | Montevideo City | 31.01.2021 |
| Boston River  | 5 - 0 | Dep. Maldonado  | 18.01.2021 | Dep. Maldonado  | 2 - 4 | Liverpool     | 22.01.2021 | Def. Sporting  | 0 - 2 | River Plate     | 01.02.2021 |

| Progreso        | 0 - 1 | Fenix          | 02.02.2021 | Rentistas      | 2 - 1 | Cerro Largo     | 06.02.2021 | Liverpool       | 3 - 2 | Cerro Largo    | 10.02.2021 |
| Liverpool       | 2 - 2 | Rentistas      | 03.02.2021 | Fenix          | 0 - 2 | Liverpool       | 06.02.2021 | Plaza Colonia   | 3 - 0 | Danubio        | 10.02.2021 |
| Peñarol         | 0 - 0 | Nacional       | 03.02.2021 | Dep. Maldonado | 1 - 1 | Wanderers       | 06.02.2021 | Wanderers       | 3 - 2 | Rentistas      | 10.02.2021 |
| Cerro Largo     | 1 - 2 | Dep. Maldonado | 03.02.2021 | Boston River   | 1 - 2 | Peñarol         | 07.02.2021 | Montevideo City | 1 - 2 | Nacional       | 11.02.2021 |
| Wanderers       | 2 - 2 | Boston River   | 04.02.2021 | Danubio        | 0 - 4 | Montevideo City | 07.02.2021 | Fenix           | 3 - 3 | Cerro          | 11.02.2021 |
| River Plate     | 0 - 4 | Danubio        | 04.02.2021 | Cerro          | 2 - 0 | Progreso        | 07.02.2021 | Progreso        | 3 - 3 | Def. Sporting  | 11.02.2021 |
| Plaza Colonia   | 2 - 1 | Cerro          | 04.02.2021 | Def. Sporting  | 3 - 2 | Plaza Colonia   | 07.02.2021 | River Plate     | 3 - 1 | Boston River   | 11.02.2021 |
| Montevideo City | 0 - 0 | Def. Sporting  | 04.02.2021 | Nacional       | 3 - 0 | River Plate     | 08.02.2021 | Peñarol         | 1 - 1 | Dep. Maldonado | 12.02.2021 |

| Cerro Largo    | 1 - 3 | Wanderers       | 13.02.2021 | River Plate     | 1 - 1 | Rentistas      | 17.02.2021 | River Plate    | 2 - 0 | Cerro Largo     | 20.02.2021 |
| Nacional       | 1 - 1 | Plaza Colonia   | 14.02.2021 | Liverpool       | 2 - 1 | Wanderers      | 17.02.2021 | Def. Sporting  | 0 - 3 | Liverpool       | 20.02.2021 |
| Cerro          | 1 - 1 | Liverpool       | 14.02.2021 | Cerro Largo     | 1 - 1 | Peñarol        | 17.02.2021 | Wanderers      | 0 - 1 | Peñarol         | 21.02.2021 |
| Rentistas      | 0 - 1 | Peñarol         | 14.02.2021 | Cerro           | 0 - 0 | Def. Sporting  | 18.02.2021 | Rentistas      | 1 - 2 | Montevideo City | 21.02.2021 |
| Dep. Maldonado | 1 - 2 | River Plate     | 14.02.2021 | Fenix           | 1 - 1 | Danubio        | 18.02.2021 | Nacional       | 2 - 2 | Fenix           | 22.02.2021 |
| Boston River   | 0 - 3 | Montevideo City | 15.02.2021 | Progreso        | 0 - 1 | Nacional       | 18.02.2021 | Danubio        | 2 - 1 | Cerro           | 22.02.2021 |
| Danubio        | 0 - 1 | Progreso        | 15.02.2021 | Montevideo City | 1 - 1 | Dep. Maldonado | 18.02.2021 | Dep. Maldonado | 1 - 1 | Plaza Colonia   | 22.02.2021 |
| Def. Sporting  | 2 - 2 | Fenix           | 15.02.2021 | Plaza Colonia   | 3 - 0 | Boston River   | 19.02.2021 | Boston River   | 2 - 3 | Progreso        | 23.02.2021 |

| Liverpool       | 1 - 1 | Peñarol        | 26.02.2021 | Wanderers     | 2 - 8 | Montevideo City | 6.03.2021 | Plaza Colonia   | 3 - 0 | Wanderers      | 12.03.2021 |
| River Plate     | 1 - 1 | Wanderers      | 27.02.2021 | Boston River  | 2 - 0 | Cerro           | 6.03.2021 | Def. Sporting   | 1 - 2 | Boston River   | 12.03.2021 |
| Cerro           | 0 - 1 | Nacional       | 27.02.2021 | Peñarol       | 2 - 0 | River Plate     | 7.03.2021 | Danubio         | 2 - 1 | Nacional       | 13.03.2021 |
| Fenix           | 2 - 1 | Boston River   | 28.02.2021 | Danubio       | 0 - 1 | Liverpool       | 7.03.2021 | Cerro           | 2 - 3 | Dep. Maldonado | 13.03.2021 |
| Montevideo City | 0 - 0 | Cerro Largo    | 28.02.2021 | Cerro Largo   | 3 - 1 | Plaza Colonia   | 7.03.2021 | Liverpool       | 3 - 2 | River Plate    | 14.03.2021 |
| Def. Sporting   | 1 - 1 | Danubio        | 01.03.2021 | Nacional      | 2 - 1 | Def. Sporting   | 8.03.2021 | Cerro Largo     | 1 - 0 | Progreso       | 14.03.2021 |
| Plaza Colonia   | 5 - 0 | Rentistas      | 01.03.2021 | Rentistas     | 1 - 3 | Progreso        | 8.03.2021 | Montevideo City | 1 - 2 | Peñarol        | 15.03.2021 |
| Progreso        | 1 - 1 | Dep. Maldonado | 02.03.2021 | Dep. Maldondo | 0 - 2 | Fenix           | 8.03.2021 | Fenix           | 3 - 0 | Rentistas      | 15.03.2021 |

| Dep. Maldonado | 2 - 1 | Def. Sporting   | 18.03.2021 | Danubio       | 2 - 2 | Dep. Maldonado  | 23.03.2021 | Rentistas       | 1 - 0 | Danubio       | 29.03.2021 |
| Rentistas      | 0 - 1 | Cerro           | 19.03.2021 | Liverpool     | 4 - 1 | Montevideo City | 24.03.2021 | Dep. Maldonado  | 1 - 2 | Nacional      | 29.03.2021 |
| Boston River   | 1 - 5 | Danubio         | 19.03.2021 | Cerro         | 0 - 1 | Cerro Largo     | 24.03.2021 | Cerro Largo     | 0 - 0 | Def. Sporting | 29.03.2021 |
| River Plate    | 1 - 1 | Montevideo City | 20.03.2021 | Nacional      | 1 - 2 | Boston River    | 25.03.2021 | Boston River    | 1 - 0 | Liverpool     | 29.03.2021 |
| Peñarol        | 1 - 3 | Plaza Colonia   | 20.03.2021 | Fenix         | 3 - 3 | Wanderers       | 25.03.2021 | Wanderers       | 1 - 1 | Cerro         | 29.03.2021 |
| Fenix          | 1 - 0 | Cerro Largo     | 21.03.2021 | Plaza Colonia | 1 - 0 | River Plate     | 25.03.2021 | River Plate     | 3 - 2 | Progreso      | 29.03.2021 |
| Wanderers      | 1 - 3 | Progreso        | 21.03.2021 | Progreso      | 0 - 2 | Peñarol         | 25.03.2021 | Montevideo City | 2 - 0 | Plaza Colonia | 29.03.2021 |
| Nacional       | 0 - 4 | Liverpool       | 22.03.2021 | Def. Sporting | 0 - 0 | Rentistas       | 25.03.2021 | Peñarol         | 3 - 1 | Fenix         | 30.03.2021 |

## Tabla anual
Questa classifica tiene conto di tutti i risultati ottenuti nella stagione 2020. La squadra vincitrice di questa classifica accede direttamente alla finale del campionato.
La stessa classifica ha lo scopo di determinare alcune delle squadre che otterranno la qualificazione per le coppe intercontinentali (vedi supra).
| Pos. | Squadra                   | Pt | G  | V  | N  | P  | GF | GS | DR  |
| ---- | ------------------------- | -- | -- | -- | -- | -- | -- | -- | --- |
| 1.   | Nacional                  | 69 | 37 | 19 | 12 | 6  | 57 | 38 | +19 |
| 2.   | Liverpool (M)             | 65 | 37 | 18 | 11 | 8  | 70 | 50 | +20 |
| 3.   | Peñarol                   | 65 | 37 | 18 | 11 | 8  | 54 | 36 | +18 |
| 4.   | Montevideo City Torque    | 61 | 37 | 17 | 10 | 10 | 64 | 40 | +24 |
| 5.   | Montevideo Wanderers (+3) | 52 | 37 | 13 | 13 | 11 | 51 | 55 | -4  |
| 6.   | Cerro Largo               | 50 | 37 | 12 | 14 | 11 | 42 | 39 | +3  |
| 7.   | Fénix (-1)                | 49 | 37 | 11 | 16 | 10 | 51 | 47 | +4  |
| 8.   | River Plate (M) (+2)      | 49 | 37 | 13 | 10 | 14 | 50 | 49 | +1  |
| 9.   | Rentistas                 | 47 | 37 | 11 | 14 | 12 | 45 | 48 | -3  |
| 10.  | Plaza Colonia             | 46 | 37 | 11 | 13 | 13 | 50 | 45 | +5  |
| 11.  | Dep. Maldonado            | 46 | 37 | 11 | 13 | 13 | 47 | 62 | -15 |
| 12.  | Defensor Sporting         | 41 | 37 | 8  | 17 | 12 | 36 | 51 | -15 |
| 13.  | Boston River              | 40 | 37 | 10 | 10 | 17 | 43 | 57 | -14 |
| 14.  | Progreso (-3)             | 38 | 37 | 9  | 11 | 17 | 45 | 52 | -7  |
| 15.  | Danubio                   | 38 | 37 | 9  | 11 | 17 | 34 | 49 | -15 |
| 16.  | Cerro                     | 33 | 37 | 7  | 12 | 18 | 34 | 55 | -21 |

Legenda:
Fonte: AUF
      Squadre qualificate per la fase finale del campionato e per la Coppa Libertadores 2021 (fase a gironi).
      Squadre qualificate per la fase finale del campionato e per la Coppa Libertadores 2021 (prima fase).
      Squadre qualificate alla Coppa Sudamericana 2021 (prima fase).
      Squadre qualificate alla Coppa Libertadores 2021 (seconda fase).
Note:
Tre punti a vittoria, uno a pareggio, zero a sconfitta.

## Fase Finale
|  | Semifinale    | Semifinale |  |  | Finale    | Finale | Finale |
|  |               |            |  |  |           |        |        |
|  |               |            |  |  |           |        |        |
|  | Rentistas     | 1 (3)      |  |  |           |        |        |
|  | Liverpool (M) | 1 (2)      |  |  |           |        |        |
|  |               |            |  |  |           |        |        |
|  |               |            |  |  | Nacional  | 3      | 1      |
|  |               |            |  |  | Rentistas | 0      | 0      |
|  |               |            |  |  |           |        |        |

Dopo la disputa della semifinale fra le vincitrici del campionato di Apertura e di Clausura, la finale è stata giocata tra la vincitrice di quest'ultima sfida e la squadra con più punti nella Tabla Anual.

### Semifinale
| Arbitro: | Andrés Matonte |

|                                       |                      |                                       |
| Pérez 85’                             | Marcatori            | 79’ (aut.) Cristóbal                  |
| Colazo Villalba Rodríguez Acosta Vega | Tiri di rigore 3 – 2 | Romero Ramírez Ocampo Cándido Almeida |

### Finale
| Arbitro: | Esteban Ostojich |

|                                        |           |  |
| Bergessio 7’ Bergessio 29’ Laborda 66’ | Marcatori |  |

| Arbitro: | Christian Ferreyra |

|  |           |               |
|  | Marcatori | 41’ Bergessio |

Con il risultato aggregato di 4-0, il Nacional ha vinto la finale aggiudicandosi in tale modo il 48º titolo nazionale della sua storia.

## Retrocessioni ("Descenso")
Al termine del campionato sono retrocesse in Segunda División le tre squadre con il peggior promedio, ovvero la media punti calcolata sulla base dei punti e delle partite disputate in Primera División nella stagione precedente e in quella attuale.
| Pos. | Squadra                | 2019 | 2020 | PT  | PG | Promedio |
| ---- | ---------------------- | ---- | ---- | --- | -- | -------- |
| 1.   | Nacional               | 75   | 69   | 144 | 74 | 1.946    |
| 2.   | Peñarol                | 74   | 65   | 139 | 74 | 1.878    |
| 3.   | Liverpool (M)          | 59   | 65   | 124 | 74 | 1.676    |
| 4.   | Montevideo City Torque | -    | 61   | 61  | 37 | 1.649    |
| 5.   | Cerro Largo            | 69   | 50   | 119 | 74 | 1.608    |
| 6.   | Progreso               | 65   | 38   | 103 | 74 | 1.392    |
| 7.   | Plaza Colonia          | 56   | 46   | 102 | 74 | 1.378    |
| 8.   | River Plate (M)        | 51   | 49   | 100 | 74 | 1.351    |
| 9.   | Montevideo Wanderers   | 46   | 52   | 98  | 74 | 1.324    |
| 10.  | Fénix                  | 48   | 49   | 97  | 74 | 1.311    |
| 11.  | Rentistas              | -    | 47   | 47  | 37 | 1.270    |
| 12.  | Dep. Maldonado         | -    | 46   | 46  | 37 | 1.243    |
| 13.  | Boston River           | 48   | 40   | 88  | 74 | 1.189    |
| 14.  | Defensor Sporting      | 45   | 41   | 86  | 74 | 1.162    |
| 15.  | Danubio                | 41   | 38   | 79  | 74 | 1.068    |
| 16.  | Cerro                  | 33   | 33   | 66  | 74 | 0.892    |

Fonte: AUF
Legenda:
      Squadre retrocesse in Segunda División

## Statistiche

### Individuali

#### Classifica marcatori
| Gol |  |  | Giocatore                | Squadra         |
| --- |  |  | ------------------------ | --------------- |
| 25  |  |  | Gonzalo Bergessio        | Nacional        |
| 24  |  |  | Ignacio Ramírez          | Liverpool       |
| 18  |  |  | Maureen Franco           | Fenix           |
| 16  |  |  | David Terans             | Penarol         |
| 15  |  |  | Gonzalo Vega             | Rentistas       |
| 14  |  |  | Facundo Batista          | Dep. Maldonado  |
| 13  |  |  | Matías Arezo             | River Plate     |
| 12  |  |  | Enzo Borges              | Cerro Largo     |
| 12  |  |  | Matías Cóccaro           | Montevideo City |
| 10  |  |  | Agustín Álvarez Martínez | Peñarol         |
| 10  |  |  | Rubén Bentancourt        | Boston River    |
| 10  |  |  | Gustavo Del Prete        | Montevideo City |